# فرانک سیناترا
فرانسیس آلبرت سیناترا (انگلیسی: Francis Albert Sinatra؛ زادهٔ ۱۲ دسامبر ۱۹۱۵ – درگذشتهٔ ۱۴ مهٔ ۱۹۹۸) مشهور به فرانک سیناترا، خواننده و بازیگر آمریکایی بود. او با فروش بیش از ۱۵۰ میلیون نسخه از آثار خود، در فهرست پرفروش‌ترین هنرمندان موسیقی قرار دارد.

## اوایل زندگی

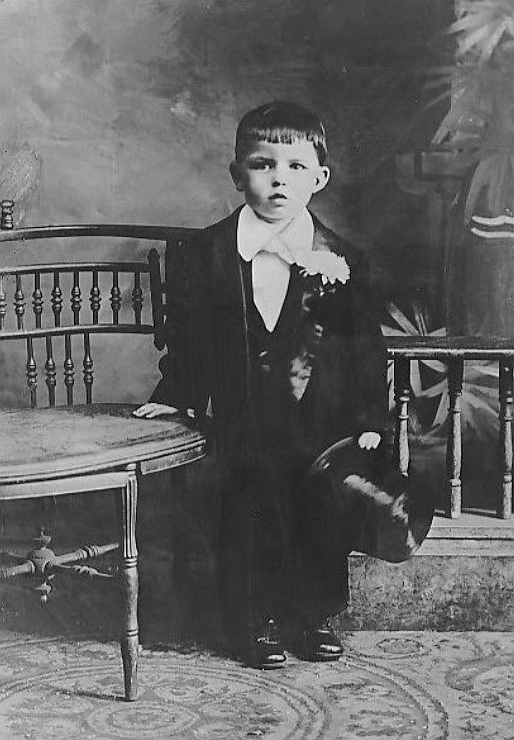
فرانسیس آلبرت سیناترا در سال ۱۹۱۸

فرانسیس آلبرت سیناترا در ۱۲ دسامبر سال ۱۹۱۵ در یک مجموعه آپارتمانی در خیابان مونرو در هابوکن، نیوجرسی زاده شد. پدر و مادر او به ترتیب آنتونیو مارتینو سیناترا و ناتالینا گاراونتا نام‌داشتند. آنتونیو و ناتالینا به ترتیب به مارتی و دالی مشهور بودند. این دو از مهاجران ایتالیایی بوده و فرانک تنها فرزند آن‌ها بود.
سیناترا در هنگام تولد ۶٫۱ کیلوگرم وزن داشت و به همین خاطر مادر او از طریق فورسپس زایمان کرد. این اتفاق باعث آسیب به گونه چپ، گردن و گوش او شد و در این محل‌ها اسکار به جا گذاشت. پرده گوش او نیز آسیب دید. جراحات مذکور تا آخر عمر با سیناترا همراه بودند. به دلیل این جراحات، تعمید او در کلیسای سنت فرانسیس هابوکن تا ۲ آوریل ۱۹۱۶ به تعویق افتاد. سیناترا به عنوان یک مسیحی کاتولیک پرورش یافت.

### مادر
دالی، مادر سیناترا، فردی «پرانرژی و دارای انگیزه» توصیف شده‌است. او ابتدا در شهر هابوکن به تسهیل روند شهروندی مهاجران کمک می‌کرد و در نتیجه مورد توجه حزب دموکرات قرارگرفت. دالی به مرور در زمینه سیاست محلی فعال‌تر شد و در شهر هابوکن به عنوان ترتیب‌دهنده اجتماعات فعالیت نمود. رفتار دالی با فرانک کوچک، در طول زمان‌های مختلف هم «کودک‌آزارانه» و هم «مهربانانه» توصیف شده‌است. دالی همچنین مدتی در یک شیرینی‌فروشی کار می‌کرد.

### پدر
مارتی، پدر سیناترا، یک آتش‌نشان بود و در اداره آتش‌نشانی هابوکن فعالیت می‌کرد. مارتی علاوه بر فعالیت آتش‌نشانی یک بوکسور حرفه‌ای بود.
ناگفته نماند فرانک سیناترا از دوستان صمیمی محمدرضا پهلوی بود.

## حرفه

### موسیقی
فرانک سیناترا یکی از پرکارترین خوانندگان قرن بیستم است و در طول دوران طولانی فعالیت کاری خود بیش از ۱۴۰۰ ترانه در سبک‌های مختلف اجرا کرده است. تا به امروز بیش از ۱۵۰ میلیون نسخه از آثار این خواننده در سطح جهان به فروش رسیده است که باعث وارد شدن نام او در فهرست پرفروش‌ترین هنرمندان تمام تاریخ شده است. مجله رولینگ استون او را به عنوان بزرگ‌ترین خواننده قرن بیستم معرفی کرده است.

#### گروه هابوکن فور و هری جیمز (۱۹۳۹–۱۹۳۵)

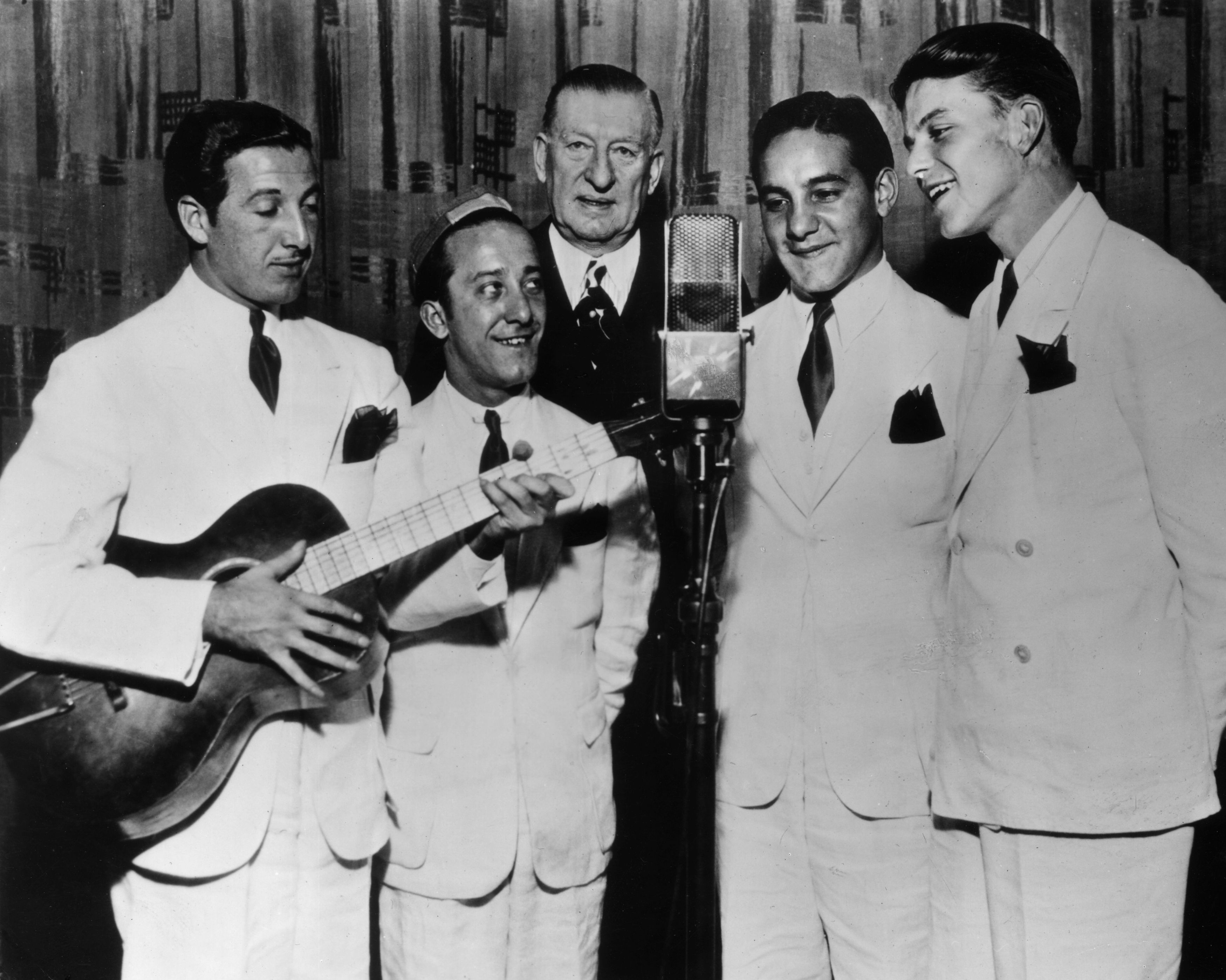
سیناترا (اولین نفر از راست) به همراه گروه هابوکن فور

سیناترا خوانندگی به صورت حرفه‌ای را در نوجوانی آغاز کرد و با نت‌های موسیقی از طریق گوش آشنایی داشت؛ اما او هرگز خواندن از روی پارتیتور را فرا نگرفت. او در سال ۱۹۳۵ و با کمک دالی، مادرش، وارد گروه موسیقی «تری فلشز» شد. فرد تمبورو، خواننده باریتون گروه، بعدها بیان کرد که «فرانک اطراف ما طوری رفتار می‌کرد که انگار ما خدایی چیزی هستیم.» او همچنین تأیید کرد تنها دلیل که اعضا ورود سیناترای جوان به گروه را پذیرفتند، این بوده‌است که او خودرو داشته‌است و می‌توانسته به جابه‌جایی گروه کمک کند.

#### بخشی از ترانه‌شناسی
- صدای فرانک سیناترا (۱۹۴۶)

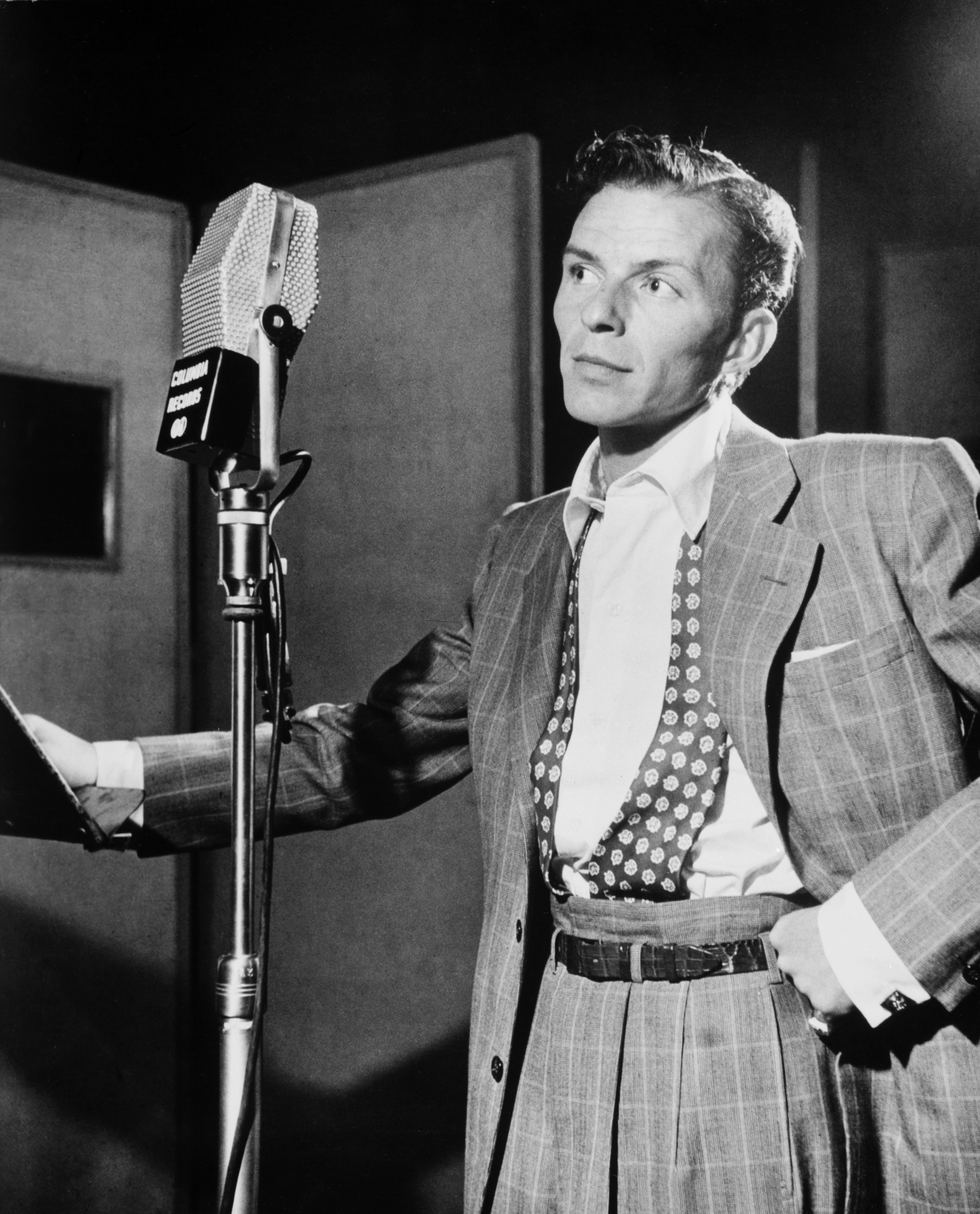
حدود سال ۱۹۴۷

- ترانه‌های کریسمس از سیناترا (۱۹۴۸)
- حقیقتاً احساسی (۱۹۴۹)
- تقدیم به تو (۱۹۵۰)
- بخوانید و پایکوبی کنید (۱۹۵۰)
- ترانه‌هایی برای عاشقان جوان (۱۹۵۴)
- در سحرگاه (۱۹۵۵)
- بیا با من پرواز کن (۱۹۵۸)
- تنها برای تنهایان (۱۹۵۸)
- کسی اهمیت نمی‌دهد (۱۹۵۹)
- زیبا و راحت (۱۹۶۰)
- سیناترا می‌رقصد (۱۹۶۱)
- نقطه بی‌بازگشت (۱۹۶۲)
- غریبه‌ها در شب (۱۹۶۶)
- چرخه‌ها (۱۹۶۸)
- راه من (۱۹۶۹)
- واترتاون (۱۹۷۰)
- سیناترا و شرکا (۱۹۷۱)
- چشم آبی پیر بازمی‌گردد (۱۹۷۳)
- چیزهای خوبی که از دست دادم (۱۹۷۴)
- سه‌گانه (۱۹۸۰)
- او مرا کشت (۱۹۸۱)
- لس آنجلس بانوی من است (۱۹۸۴)
- دوتایی (۱۹۹۳)
- دوتایی دو (۱۹۹۴)

### بازیگری

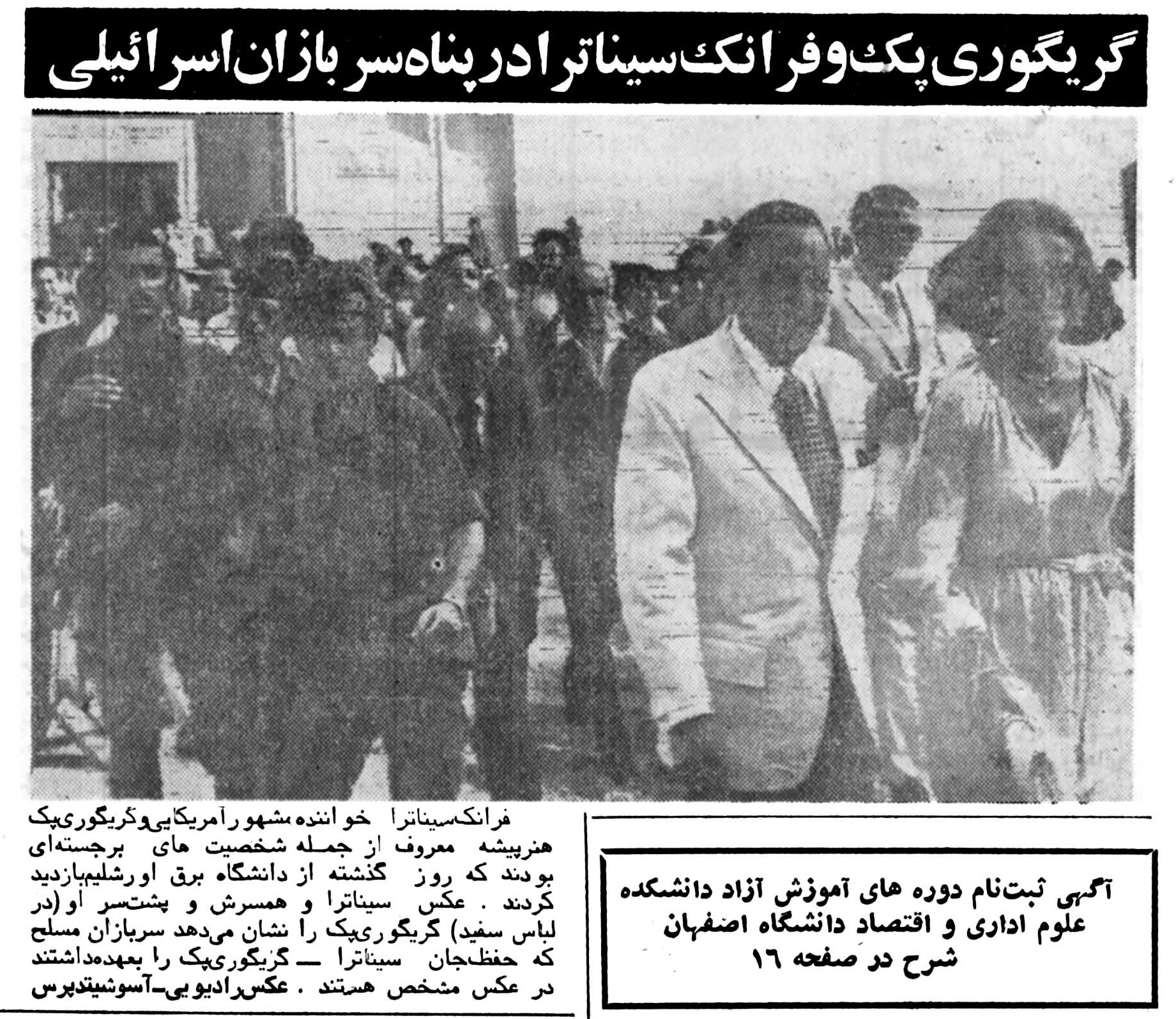
گریگوری پک و فرانک سیناترا در پناه سربازان اسرائیلی

کار حرفه‌ای او از دههٔ ۱۹۵۰ شروع شد. سیناترا در ۵۸ فیلم بازی کرد.

#### به عنوان بازیگر
| سال  | عنوان                              | نقش                    | یادداشت‌ها         |
| ---- | ---------------------------------- | ---------------------- | ----------------- |
| ۱۹۴۴ | محکم گام بردار                     | Glenn Russell          |                   |
| ۱۹۴۵ | لنگرها را بکشید                    | Clarence Doolittle     |                   |
| ۱۹۴۶ | تا زمانی که ابرها کنار بروند       | Himself                | Cameo             |
| ۱۹۴۹ | در جستجوی تفریحات شهری             | Chip                   |                   |
| ۱۹۵۱ | دو دینامیت                         | Johnny Dalton          |                   |
| ۱۹۵۳ | از اینجا تا ابدیت                  | Angelo Maggio          |                   |
| ۱۹۵۴ | سادنلی                             | John Baron             |                   |
| ۱۹۵۵ | مردها و عروسک‌ها                    | Nathan Detroit         |                   |
| ۱۹۵۵ | مرد بازو طلایی                     | Frankie Machine        |                   |
| ۱۹۵۶ | قشر مرفه                           | Mike Connor            |                   |
| ۱۹۵۶ | دور دنیا در هشتاد روز              | Saloon Pianist         | Cameo             |
| ۱۹۵۸ | بعضی دوان‌دوان آمدند                | Dave Hirsh             |                   |
| ۱۹۵۹ | هرگز نه این‌قدر کم                  | Capt. Tom Reynolds     |                   |
| ۱۹۶۰ | کن کن                              | François Durnais       |                   |
| ۱۹۶۰ | ۱۱ یار اوشن                        | Danny Ocean            |                   |
| ۱۹۶۱ | شیطان در ساعت ۴                    | Harry                  |                   |
| ۱۹۶۲ | جاده هنگ کنگ                       | Astronaut              | Uncredited, Cameo |
| ۱۹۶۲ | کاندیدای منچوری                    | Major Bennett Marco    |                   |
| ۱۹۶۳ | فهرست آدریان مسنجر                 | Gypsy                  | Cameo             |
| ۱۹۶۳ | ۴ نفر برای تگزاس                   | Zack Thomas            |                   |
| ۱۹۶۴ | پاریس در تب‌وتاب                    | Singer                 | Voice, Uncredited |
| ۱۹۶۵ | قطار سریع‌السیر فون راین            | Colonel Joseph L. Ryan |                   |
| ۱۹۶۶ | اسکار                              | Himself                | Cameo             |
| ۱۹۶۷ | دونده برهنه                        | Sam Laker              |                   |
| ۱۹۶۸ | کارآگاه                            | Det. Sgt. Joe Leland   |                   |
| ۱۹۶۸ | خانمی در سیمان                     | Tony Rome              |                   |
| ۱۹۸۰ | اولین گناه کبیره                   | Capt. Edward Delaney   |                   |
| ۱۹۸۴ | مسیر کاننبال ۲                     | Himself                | Cameo             |
| ۱۹۸۸ | چه کسی برای راجر رابیت پاپوش دوخت؟ | Singing Sword          | Cameo; voice only |

## بخشی از جوایز
مقالهٔ اصلی:

### به عنوان بازیگر
- جایزه گلدن گلوب بهترین بازیگر نقش مکمل مرد در یازدهمین دوره جوایز گلدن گلوب (۱۹۵۳)
- جایزه اسکار بهترین بازیگر نقش مکمل مرد برای بازی در فیلم از اینجا تا ابدیت (۱۹۵۳)
- نامزد جایزه بفتای بهترین بازیگر نقش اول مرد در نهمین دوره جوایز بفتا (۱۹۵۶)
- نامزد جایزه بفتای بهترین بازیگر نقش اول مرد در دهمین دوره جوایز بفتا (۱۹۵۷)
- جایزه گلدن گلوب بهترین بازیگر مرد فیلم موزیکال یا کمدی در پانزدهمین دوره جوایز گلدن گلوب (۱۹۵۸)
- جایزه بشردوستانه ژان هرشولت (۱۹۷۱)

## نگارخانه

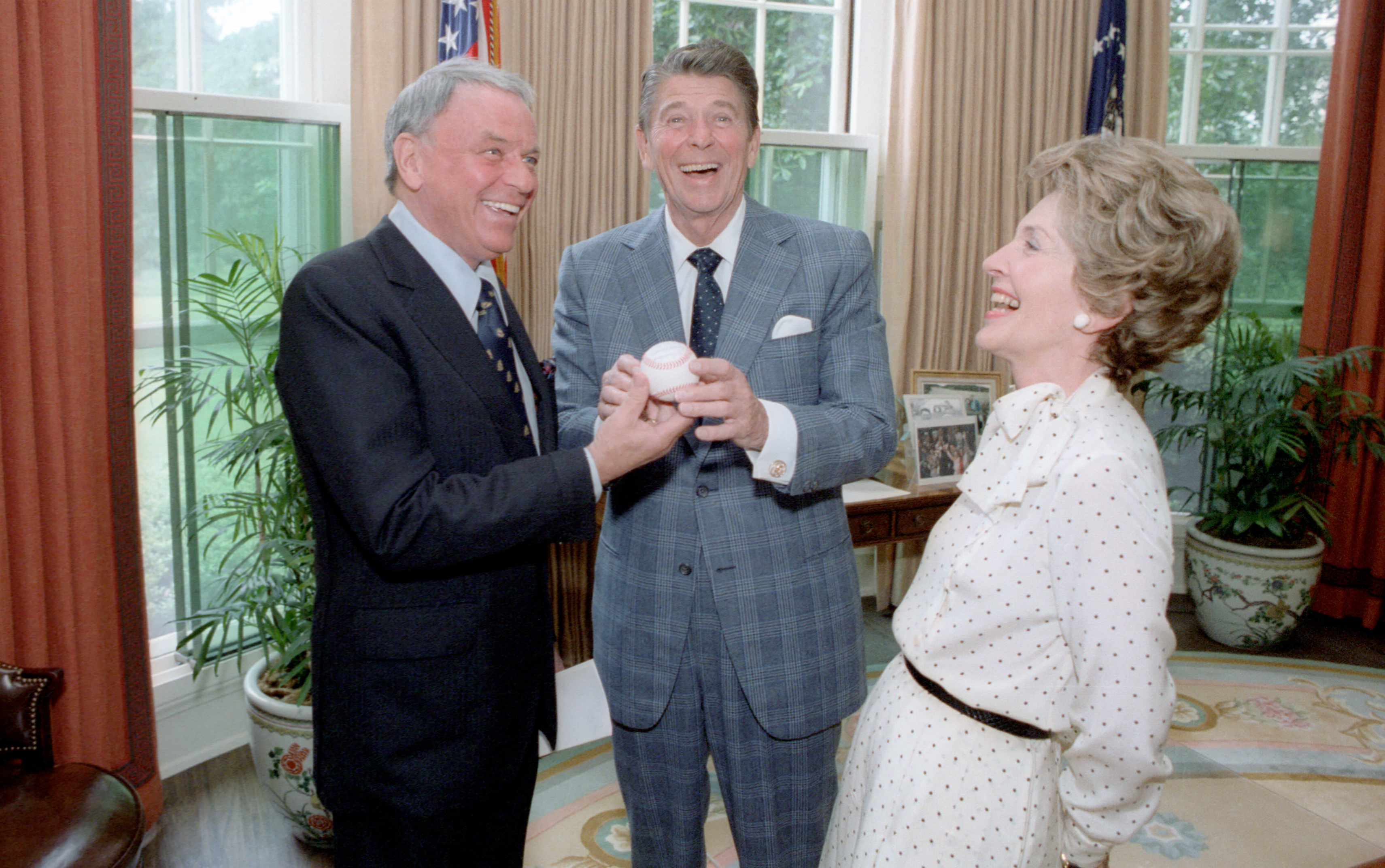
سیناترا همراه با رونالد ریگان و نانسی ریگان در کاخ سفید در سال ۱۹۸۱
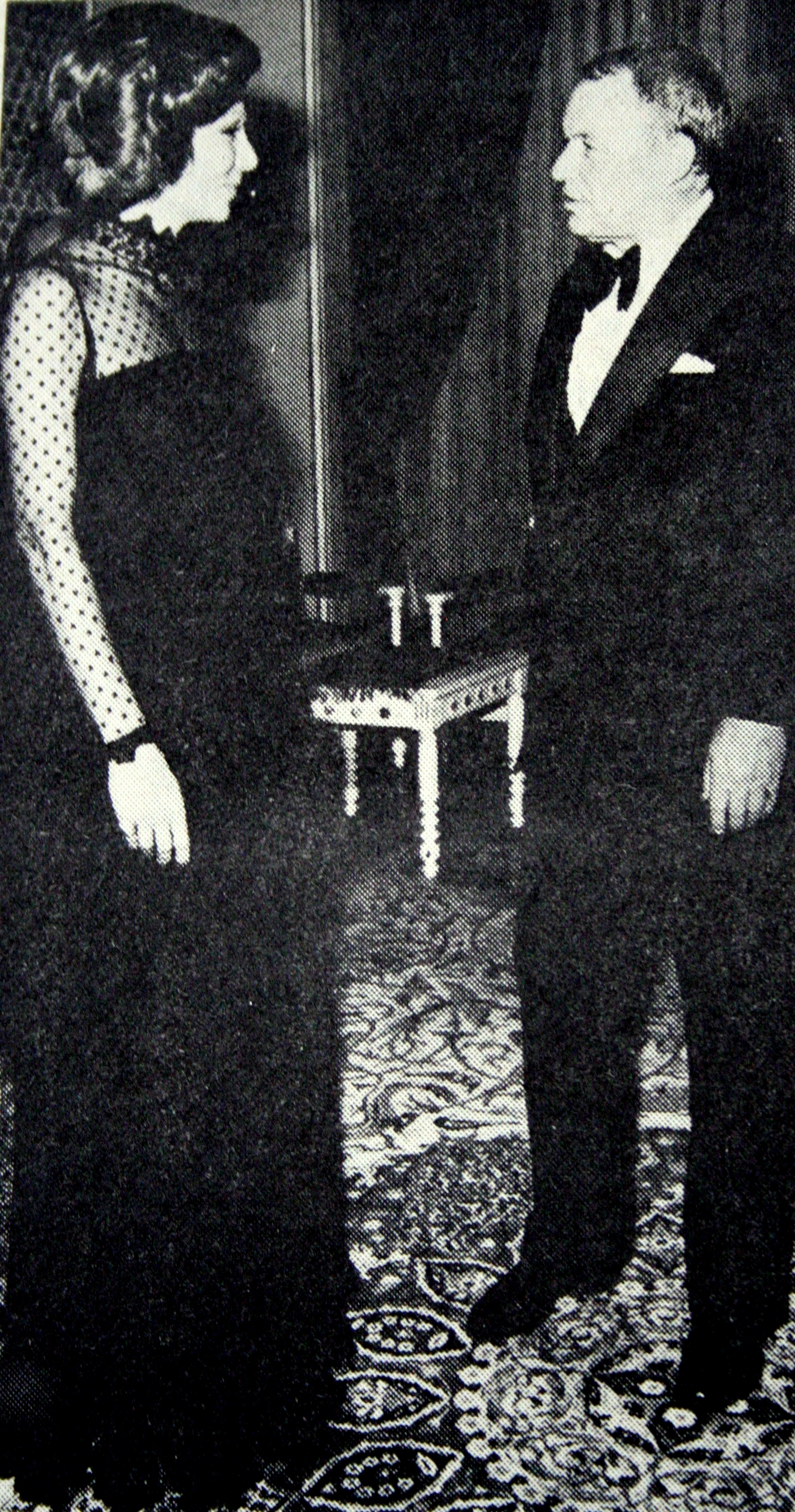
در کنار فرح پهلوی در تهران، ۱۹۷۵/۱۳۵۴